# تشستلیتسه
تشستلیتسه (به چکی: Čestlice) یک منطقهٔ مسکونی در جمهوری چک است که در ناحیه پراگ-شرق واقع شده‌است. تشستلیتسه ۴٫۴۲ کیلومتر مربع مساحت و ۵۸۸ نفر جمعیت دارد و ۳۰۹ متر بالاتر از سطح دریا واقع شده‌است.